# Václav František Severa
Václav František Severa (v anglickém přepisu Waclav Francis Severa, 3. září 1853 Doubravice u Chrudimi — 29. března 1938 Cedar Rapids, Iowa) byl česko-americký podnikatel, emigrant, lékárník, bankéř, mecenáš, významná osobnost české komunity ve Spojených státech na přelomu 19. a 20. století. Ve své době patřil k jedněm z nejznámějších a nejbohatších podnikatelů českého původu v USA. Roku 1928 mu byl udělen Řád Bílého lva IV. třídy.

## Život

### Mládí
Narodil se v Doubravici (později součást obce Leština) nedaleko Chrudimi v česky mluvící rodině, v regionu se silným českým osídlením. Byl evangelík.

### Ve Spojených státech
Do USA Severa odcestoval ve svých patnácti letech se svou starší sestrou roku 1872, důvodem odchodu z Rakouském císařství byl též nesouhlas s německým kulturním vlivem v Čechách a silně zaklíčenou katolickou doktrínou. Zpočátku žili u příbuzných v Racine ve Wisconsinu, poté se usadili se ve městě Belle Plains ve státě Iowa, kde již tehdy žila početná česká a slovenská krajanská komunita. Vedle denního zaměstnání si Severa po večerech doplnil středoškolské vzdělání a po složení závěrečných zkoušek začal pracovat jako lékárenský praktikant. Roku 1880 se Severa přestěhoval do nedalekého města Cedar Rapids, kde si otevřel vlastní lékárnu. Firmu následně rozvinul a transformoval na úspěšnou velkovýrobu léčiv, domácích přípravků a likérů. Po čase získal americké občanství. Oženil se s místní Čechoameričankou Josefínou Dusilovou a založil zde rodinu.

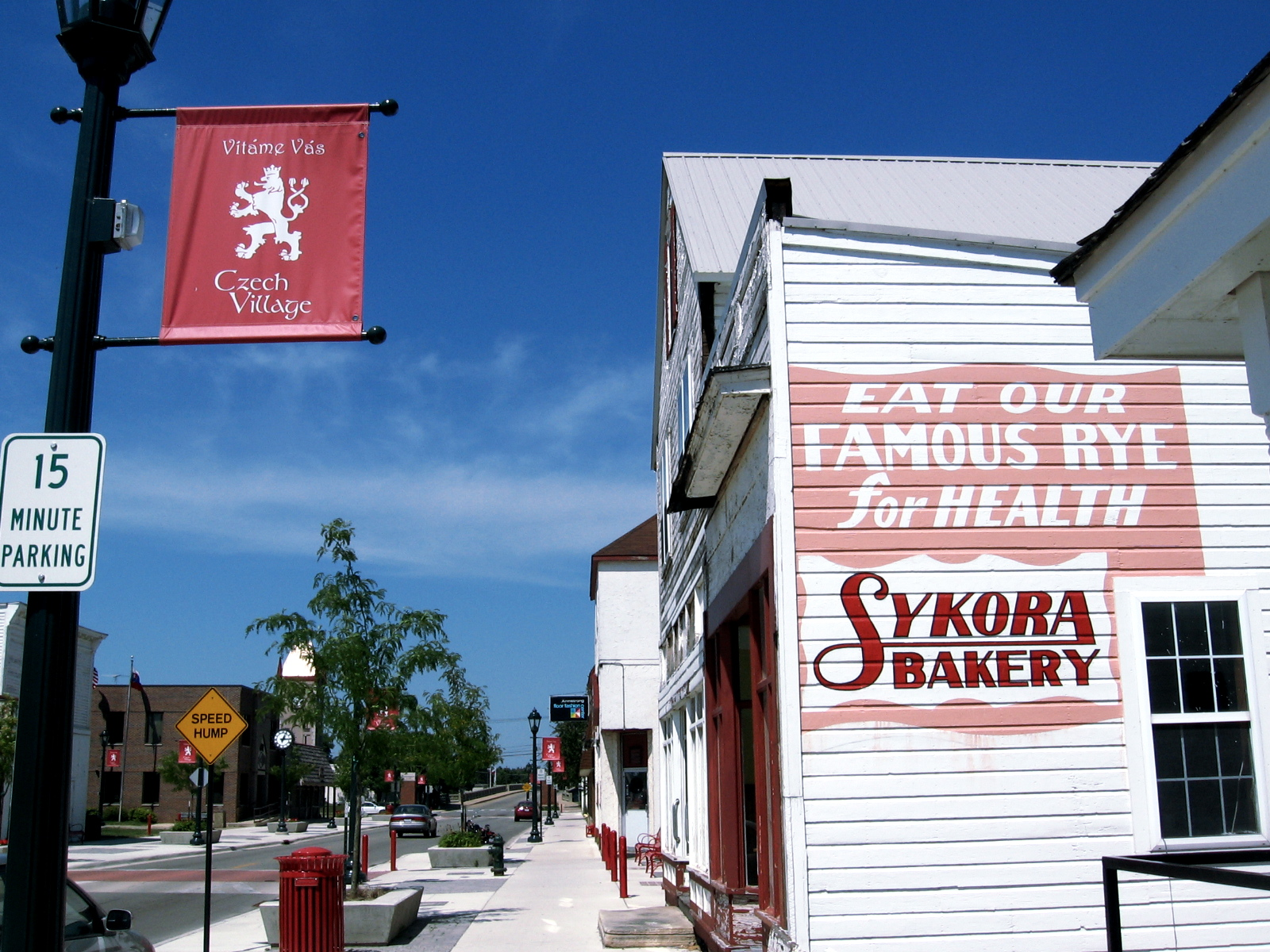
Czech Village, historická česká čtvrť v centru města Cedar Rapids, Iowa

Severa se jakožto český vlastenec rovněž zapojil do života a struktur české komunity v Cedar Rapids, potažmo v USA, která tvořila značnou část jeho klientely. Byl spoluzakladatelem vzdělávacích ústavů Dámské matice školské, Českého čtenářského spolku a ve spolupráci s profesorem Bohumilem Šimkem také Matice vyššího vzdělání. Finančně podporoval ženské vzdělávání, instituce pomáhající chudým a zdravotně postiženým, včetně dětí. Podporoval vydávání krajanských novin a časopisů. Podílel se též na vzniku finančních ústavů, například Česko-americké spořitelny, pozdější American Trust and Saving Bank, pomohl pojišťovnu Iowa Electric Light and Power co. a další. Byl mecenášem mladých umělců a financoval rovněž dobročinné spolky v Čechách a na Moravě, vlast s rodinou před první světové válkou navštívil. Spoluzakládal krajanskou Jednotu československých spolků v Americe a náboženskou Jednotu Západní českobratrskou. Svou činností dopomohl k tomu, že se Cedar Rapids, spolu například s Chicagem či Clevelandem, stalo jedním z největších center české a slovenské komunity v USA.

### Československo
Po vypuknutí války roku 1914 začal sympatizovat s myšlenkou vzniku samostatného československém státu nezávislém na Rakousku-Uhersku exilové skupiny Tomáše Garrigue Masaryka, Edvarda Beneše a Milana Rastislava Štefánika. 5. května 1918 dorazil do Chicaga T. G. Masaryk. Byl ke svému překvapení přijat jásajícími davy u Michiganského jezera v Chicagu a bezmála dvousettisícovým průvodem na jeho počest, byl žádán o projevy a zasypáván květinami. Severa pomáhal Masarykovi při jeho pobytu v Americe v létě 1918 zorganizoval velkou přesvědčovací kampaň mezi místními Čechy a Slováky na podporu samostatného československého státu.
Po ustanovení Československa 28. října 1918 se Severa angažoval v založení tzv. Americké domoviny, charitativního vzdělávacího ústavu určeného především pro válečné sirotky po padlých československých legionářích a zdravotně postižené děti. Severovou podmínkou byla výchova dětí bez politických či náboženských zatížení. Takový ústav měl v úmyslu vybudovat v Československu, posléze bylo rozhodnuto o výstavbě instituce na vrchu Kociánka v Králově Poli v Brně. Budova postavená podle návrhu Stanislava Sochora byla slavnostně otevřena 28. října roku 1925, roku 1928 byla rozšířena o další pavilon. Čestnou předsedkyní Americké domoviny se stala Alice Masaryková. Severa měl v úmyslu zbudovat pobočných ústavů Americké domoviny větší množství, jejich dalšího zřizování se však již nedožil.
Roku 1928 mu byl za jeho zásluhy prezidentem Masarykem udělen Řád Bílého lva IV. třídy.

### Úmrtí
Václav František Severa zemřel 29. března 1938 v Cedar Rapids ve věku 84 let a byl zde také pohřben. Pohřbu se zúčastnily davy lidí, zejména amerických Čechů a Slováků.

### Rodinný život
Se svou ženou Josefínou, rozenou Dusilovou, pocházející z Cedar Rapids, počali děti Václava mladšího a Zulinu. Václav Severa mladší se rovněž stal lékárníkem a převzal rodinný podnik.